# Rebatida interna
No beisebol, uma rebatida interna (infield hit) é resultado de uma bola batida que permanece no campo interno, mas nem o rebatedor nem quaisquer dos corredores são eliminados. São incomuns, e mais obtidas por batedores-corredores velozes. Se o rebatedor e os corredores chegarem salvos devido a um erro, não é considerada uma rebatida interna. Corredores normalmente só avançam uma base numa rebatida interna, diferentemente de uma simples onde o corredor na segunda base freqüentemente anota.
Ichiro Suzuki é particularmente notado por suas rebatidas internas.